# Messier 43
M 43, Messier 43 o Nebulosa de Mairan es una región H II en la constelación de Orión. Fue descubierta por Jean-Jacques Dortous de Mairan antes de 1731. M 43 es parte de la nebulosa de Orión, separada de la nebulosa principal por un filamento de polvo cósmico. Es parte de la mucho más grande Complejo molecular de la nube de Orión.

## Historia
Charles Messier la incluyó en su dibujo de la nebulosa de Orión, y le asignó un número de catálogo adicional o M43, el día 4 de marzo del año 1769. Messier 43, con un tamaño lineal de 7,5 años luz, contiene su propio y pequeño cúmulo de estrellas que se han formado en esta parte de la nebulosa de Orión.

## Características
Messier 43 es la compañera de la "Gran Nebulosa de Orión" o M42. Charles Messier la incluyó en su fino dibujo de la "Nebulosa de Orión", y le asignó un número de catálogo adicional o M43, el día 4 de marzo del año 1769. "Messier 43", con un tamaño lineal de 7,5 años luz, contiene su propio y pequeño cúmulo de estrellas que se han formado en esta parte de la "Gran Nebulosa de Orión".
M43 junto con M42 forma parte de un vivero estelar masivo llamado «complejo de nubes moleculares de Orión», que incluye varias nebulosas, tales como la nebulosa Cabeza de Caballo o Barnard 33 y la nebulosa de la Flama. El complejo de nubes moleculares de Orión se encuentra a unos 1350 años luz de distancia de nosotros, lo que lo convierte en una de las regiones de formación de estrellas masivas más cercanas a la Tierra. Gracias a eso, el Telescopio espacial Hubble ha estudiado esta región de manera extensa durante las últimas décadas, monitoreando cómo los vientos estelares esculpen las nubes de gas, analizando las estrellas jóvenes y su entorno y descubriendo muchos cuerpos celestes esquivos, como las enanas marrones. Esta vista muestra varias de las estrellas jóvenes y calientes brillantes en esta región menos estudiada. Revela además muchas de las características curiosas alrededor de estrellas aún más jóvenes que todavía están cubiertas de polvo.

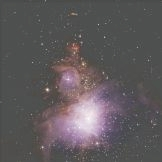
Nebulosa M43.